# Rivière au Diable
Rivière au Diable är ett vattendrag i Kanada.   Det ligger i provinsen Québec, i den östra delen av landet, 900 km nordost om huvudstaden Ottawa.
I omgivningarna runt Rivière au Diable växer i huvudsak blandskog. Trakten runt Rivière au Diable är nära nog obefolkad, med mindre än två invånare per kvadratkilometer.